# Neolimonia subporrecta
Neolimonia subporrecta är en tvåvingeart som först beskrevs av Alexander 1980.  Neolimonia subporrecta ingår i släktet Neolimonia och familjen småharkrankar.
Artens utbredningsområde är Ecuador. Inga underarter finns listade i Catalogue of Life.